# Polymarket
Polymarket est une plateforme décentralisée de marchés de prédiction qui permet aux utilisateurs de parier sur des événements. Les participants peuvent déposer la cryptomonnaie USDC sur la blockchain Polygon et échanger des actions qui représentent la probabilité que des résultats spécifiques se produisent dans le futur.

## Histoire
Fondée en 2020 par Shayne Coplan, Polymarket est une plateforme de marchés de prédiction en ligne qui permet aux utilisateurs de parier sur l'issue des événements mondiaux. En janvier 2022, Polymarket a été condamné à une amende de 1,4 million de dollars américains par la Commodity Futures Trading Commission (CFTC) et a reçu une ordonnance de mise en demeure pour des violations réglementaires, notamment pour défaut d'enregistrement en tant que « Swap Execution Facility », Selon la CFTC, Polymarket a offert une « coopération substantielle » tout au long de l'enquête, ce qui a permis à l'entreprise de recevoir une amende moins élevée.
En mai 2022, Polymarket a nommé J. Christopher Giancarlo, ancien commissaire de la CFTC, au poste de président de son conseil consultatif. En mai 2024, la société a annoncé avoir levé 70 millions de dollars en deux cycles de financement. Ces tours comprenaient des investissements de Vitalik Buterin, le cofondateur d'Ethereum, et de Founders Fund, une société de capital-risque fondée par Peter Thiel.
En juin 2023, Mother Jones a rapporté que l'intérêt autour de l'entreprise avait augmenté après qu'un tweet sur l'issue du submersible Titan soit devenu viral. Le pari portait sur le fait de savoir si le submersible serait retrouvé avant une certaine date, plutôt qu'un pari sur le sort des passagers. Polymarket avait plus de 60 marchés disponibles au moment du pari sur le submersible, y compris le résultat de l'élection présidentielle du Guatemala et la probabilité que Twitter fasse un procès à Meta, ainsi que la probabilité que la Russie utilise l'arme nucléaire.
En 2024, le résultat des élections américaines est devenu le marché le plus actif sur la plateforme, avec plus de 1,9 milliard de dollars le 15 octobre 2024 misés sur la course présidentielle entre le candidat républicain Donald Trump et la candidate démocrate Kamala Harris. Nate Silver, fondateur de la société d'analyse de sondage FiveThirtyEight, est devenu conseiller de Polymarket en 2024. Depuis septembre 2024, Polymarket mène ses opérations de prédiction électorale à l'étranger, car les opérations nationales seraient réglementées par la CFTC.
Quelques jours après le débat présidentiel américain de 2024 qui s'est tenu le 27 juin 2024, Polymarket a estimé à 70 % la probabilité que le candidat démocrate Joe Biden se retire de l'élection présidentielle américaine de 2024 (une estimation à 20 % avant le débat), quelques semaines avant qu'il annonce officiellement son retrait. En revanche, le 5 août, Polymarket a estimé qu'il y avait 68 % de chances que Kamala Harris choisisse le gouverneur de Pennsylvanie Josh Shapiro comme colistier, contre 23 % pour le gouverneur du Minnesota Tim Walz. Harris a choisi Walz le lendemain,.
Le 7 octobre 2024, Polymarket a affiché une augmentation des chances de victoire de Donald Trump aux élections de 2024, à 53,3 %, avec une baisse correspondante des chances de Kamala Harris, à 46,1 %. Deux concurrents de Polymarket continuaient à suggérer que Harris avait de meilleures chances de gagner, à environ 51 %. Polymarket a également affiché un léger avantage pour Harris tout au long du mois de septembre. Le même jour, le modèle de simulation FiveThirtyEight a estimé que Harris avait 55 % de chances de remporter l'élection, tandis que le statisticien électoral Nate Silver a déclaré que son modèle donnait à Harris 54,7 % de chances. Forbes a fait état de théories expliquant la divergence autour de Polymarket, notamment qu'un ou plusieurs paris importants avaient été placés sur Trump, peut-être parce qu'Elon Musk avait pris la parole lors d'un rassemblement en soutien à Trump deux jours plus tôt et avait déjà fait la promotion de Polymarket. Le jour où l'estimation des chances de victoire de Trump a augmenté, Elon Musk a republié un post sur X affirmant que « Kamala s'effondre sous nos yeux ». Cependant, comme Polymarket n'impose pas de plafond sur le montant des investisseurs individuels, les gros paris d'un ou de quelques parieurs peuvent ne pas refléter un changement important dans le paysage électoral. Silver, un conseiller de Polymarket, a déclaré que le changement en faveur de Trump était un « changement plus important que ce qui est justifié ». Le concurrent de Polymarket, Predictit, avait depuis estimé que Trump avait de meilleures chances de gagner, après avoir précédemment favorisé Kamala Harris.
La divergence s'est poursuivie jusqu'à la mi-octobre 2024, montrant Trump avec 60 % de chances le 18 octobre. Le Wall Street Journal a rapporté que les mouvements du marché pourraient être un mirage créé par quatre parieurs ayant misé 30 millions de dollars sur Trump, même si les paris n'étaient pas nécessairement malveillants. Les quatre parieurs se sont comportés de manière similaire, ce qui a conduit au moins un analyste de la blockchain à conclure qu'il y avait « de fortes raisons de croire qu'il s'agit de la même entité ». Polymarket a lancé une enquête sur une éventuelle manipulation du marché pour une campagne d'influence en faveur de la campagne présidentielle de Donald Trump en 2024.